# Cannibali (letteratura)
Con il termine Cannibali alcuni critici definiscono "un fenomeno letterario vasto e diffuso" sviluppatosi in Italia verso la metà degli anni novanta.

## Caratteristiche
Il termine "cannibali" fu un'etichetta attribuita dai media a una serie di scrittori dopo l'uscita della antologia Gioventù cannibale, curata da Daniele Brolli e pubblicata da Einaudi nell'autunno del 1996. Ha detto in proposito Daniele Luttazzi: "Fu un'antologia profetica: intellettuali come Mauri e Guglielmi la criticarono perché secondo loro conteneva una narrativa lontana dalla realtà italiana. Dopo qualche mese, l'Italia conobbe i casi del mostro di Firenze, del serial killer ligure, di Erika e Omar, dei satanisti lombardi eccetera. Gli artisti hanno le antenne e sentono in anticipo quello che sta per arrivare."
Nello stesso anno uscirono: Occhi sulla graticola di Tiziano Scarpa (febbraio 1996), Fango di Niccolò Ammaniti (marzo 1996), Fonderia Italghisa di Giuseppe Caliceti (marzo 1996), Woobinda di Aldo Nove (aprile 1996), Il segno di Caino di Alda Teodorani (1996).
Giornalisti culturali e critici letterari, nella primavera del 1996, cominciarono ad associare questi libri al noir e al pulp postmoderno alla Pulp Fiction di Quentin Tarantino per il crudo ed efferato realismo e soprattutto l'ibridazione dei generi letterari colti e popolari, apporti di cultura pop, memoria delle avanguardie letterarie: in questo, il pulp italiano è stato un fenomeno che si è manifestato contemporaneamente all'avantpop statunitense e in autonomia rispetto ad esso.
La fortuna dell'antologia Gioventù cannibale, nell'autunno del 1996, fece sì che l'etichetta pulp tendesse a essere progressivamente sostituita o accoppiata, sui media, a quella di "scrittori cannibali".
Alcuni esponenti di questo gruppo di scrittori, mai unitisi in un movimento comune, ma indicati dai media sotto l'etichetta di pulp o "cannibali", sono:
- Niccolò Ammaniti
- Enrico Brizzi
- Giuseppe Caliceti
- Matteo Galiazzo
- Aldo Nove
- Isabella Santacroce
- Tiziano Scarpa
- Alda Teodorani

Tra le loro opere vi sono:
- Gioventù cannibale (1996): antologia di vari artisti, curata da Daniele Brolli - cui hanno partecipato Niccolò Ammaniti, Luisa Brancaccio, Paolo Caredda, Matteo Galiazzo, Massimiliano Governi, Daniele Luttazzi, Aldo Nove, Andrea G. Pinketts, Stefano Massaron[8] e altri (Alda Teodorani e Matteo Curtoni)[9][10][11]
- Fango (1996) di Ammaniti,
- Woobinda (1996) e Superwoobinda (1998) di Nove,
- Fonderia Italghisa (1996) di Caliceti,
- Occhi sulla graticola (1996) di Scarpa,
- Labbra di sangue[12] (1997) e il precursore Giù, nel delirio[13] (prima edizione 1991) di Teodorani[14],
- Bastogne (1997) di Brizzi,
- Destroy (1997) di Santacroce,
- Stanotte e per sempre (1996) di Daniele Luttazzi.

## Critiche letterarie
Il racconto Montalbano si rifiuta, tratto da Gli arancini di Montalbano, di Andrea Camilleri, è una sorta di presa di posizione contro la narrativa splatter dei "cannibali", e il rifiuto di parte della narrativa poliziesca di uniformarsi al gusto della violenza.